# 윌리엄 실베스터
윌리엄 실베스터(William Sylvester, 1922년 1월 31일 ~ 1995년 1월 25일)는 미국의 배우, 텔레비전 배우이다.
캘리포니아주에서 태어났으며 뷰트군 (캘리포니아주)에서 사망하였다.

## 방송
- 형사 Q
- 투명인간
- 6백만 달러의 사나이

## 영화
- 퍼스트 패밀리(영어판) (1980년)
- 투명인간 (1976년)
- 형사 Q (1976년)
- 대리 형사 (1974년)
- 6백만 달러의 사나이 - TV 시리즈 (1974년)
- 돈 비 어프레이드 오브 더 다크 (1973년)
- 더 로이어 (1970년)
- 2001 스페이스 오디세이 (1968년) - 닥터 헤이우드 R. 플로이드 역
- 캐넌 목장 (1967년)
- 007 두번 산다 (1967년)
- 데블스 오브 다크니스 (1965년)
- 세인트(영어판) (1962년)
- 고르고 (1961년)
- 보난자 (1959년)
- 엘버트 R.N. (1953년)